# Young (label)
Young (anciennement Young Turks) est un label indépendant britannique et créé en 2006 par Caius Pawson.
En 2021, le label change de nom de Young Turks à Young pour « éviter les connotations de génocide » associées aux Jeunes Turcs, explique son fondateur Caius Pawson dans un article du Guardian.

## Artistes
- FKA twigs
- Jamie xx
- John Talabot
- Koreless
- Pional
- Quirke
- Sampha
- SBTRKT
- The xx
- Oliver Sim
- Romy

## Artistes catalogués
- The Barker Band
- Bullion
- Chairlift
- CREEP
- Dog Bite
- El Guincho
- Gang Gang Dance
- Glasser
- Holy Fuck
- Illum Sphere
- Jack Peñate
- Jessie Ware
- Kid Harpoon
- Kwes
- Short Stories
- TheShining
- South Central
- Tanlines
- Wavves
- White Rabbits

## Discographie (non exhaustive)
- YT001: Jack Peñate - Second, Minute or Hour (2006)
- YT002: Barker Band - Heart Like Mine / Boy Got Killed In Town (2007)
- YT003: South Central - Castle Of Heroes (2007)
- YT004: White Rabbits - The Plot (2007)
- YT005: Gang Gang Dance - RAWWAR (2007)
- YT006: Holy Fuck - LP (2007)
- YT007: Kid Harpoon - The First EP (2007)
- YT009: Kid Harpoon - The Second EP (2008)
- YT010: Holy Fuck - Lovely Allen (2008)
- YT012: Broken Records - If The News Makes You Sad, Don't Watch It (2008)
- YT013: El Guincho - Alegranza (2008)
- YT014: El Guincho - Palmitos Park (2008)
- YT018: Holy Fuck / Celebration - Feel The Fly / Frenchy's (2008)
- YT019: Holy Fuck / Foals - Balloons / Super Inuit (2008)
- YT020: Tanlines - New Flowers (2008)
- YT021: Jack Penate - Tonight's Today (2009)
- YT022: Wavves - So Bored (2009)
- YT023: The xx - Crystalised (2009)
- YT026: El Guincho - Antillas (2009)
- YT026MAD: El Guincho - Antillas (Young Turks vs Mad Decent) (2009)
- YT027: El Guincho - Kalise (2009)
- YT027MAD: El Guincho - Kalise (Young Turks vs Mad Decent) (2009)
- YT028: Kid Harpoon - Stealing Cars (2009)
- YT029: Kid Harpoon - Once (2009)
- YT031: The xx - Basic Space (2009)
- YT031TW: The xx - Basic Space (Jamie xx Space Bass Remix) (2009)
- YT031: The xx - xx (2009)
- YT033: Holy Fuck - Latin (2010)
- YT034: Kid Harpoon - Back From Beyond (2009)
- YT035: The xx - Islands (2009)
- YT036: The xx - Basic Space Remixes (2009)
- YT036: SBTRKT - Soundboy Shift (2010)
- YT037: Glasser - Tremel (2010)
- YT039: Sampha - Sundanza (2010)
- YT042: Dog Bite - Machino Machino (2010)
- YT043: SBTRKT - Step In Shadows (2010)
- YT044: El Guincho - Piratas De Sudamerica (2010)
- YT045: Kwes - No Need To Run (2010)
- YT046: Bullion - You Drive Me To Plastic (2011)
- YT047: El Guincho - Pop Negro (2010)
- YT048: Holy Fuck - Red Lights (2010)
- YT049: Bullion - Magic Was Ruler (2011)
- YT051: Dog Bite - Gold Rings Last (2010)
- YT053: CREEP - Days (2011)
- XLYT552T: Gil Scott-Heron & Jamie xx - NY Is Killing Me (2011)
- YT055: Jessie Ware & Sampha - Valentin] (2011)
- YT056: John Talabot - Families (2011)
- YT057: SBTRKT ft. Sampha - Living Like I Do (2011)
- YT060: SBTRKT - SBTRKT (2011)
- YT065: THESHINING - Hey You! (2012)
- YT072: Chairlift - Something (2012)
- YT077: Jamie xx / Radiohead - Bloom Rework Pt. 3 (2012)
- YT078: SBTRKT ft. Sampha - Hold On (en) (2012)
- YT079: El Guincho - Novias (2012)
- YT080: The xx - Coexist (2012)
- YT082: Short Stories (Koreless & Sampha) - On The Way / Let It Go (2013)
- YT083: Illum Sphere - Birthday / H808ER (2012)
- YT086: The xx - Chained (2012)
- YT087: Sampha - Dual (2013)
- YT088: Koreless - Yugen (2013)
- YT090T: The xx - Jamie xx Edits (2013)
- YT092: SBTRKT - Live (2013)
- YT093: The xx - Pearson Sound, John Talabot & Pional Remixes (2013)
- YT095: The xx - Innervisions Remixes (2013)
- YT098: FKA twigs - EP2 (2013)
- YT099: The xx - Hivern Remixes (2013)
- YT101: Pional - Invisible / Amenaza (2013)
- YT104: - The xx - xx 7" Boxset (2013)
- YT105: - The xx - Coexist 7" Boxset (2013)
- YT108: Jamie xx - Girl / Sleep Sound (2014)
- YT109: Sampha - Too Much / Happens (2014)
- YT110: Quirke - Acid Beth EP (2014)
- YT111: FKA x inc. - FKA x inc. (2014)
- YT112: SBTRKT - Transitions I, II, III (2014)
- YT121: Jamie xx - All Under One Roof Raving (2014)
- YT123: FKA twigs - Two Weeks / Pendulum (2014)
- YT118: FKA twigs - LP1 (2014)
- YT120: SBTRKT - Wonder Where We Land (2014)